# Parachironomus sauteri
Parachironomus sauteri är en tvåvingeart som först beskrevs av Jean-Jacques Kieffer 1921.  Parachironomus sauteri ingår i släktet Parachironomus och familjen fjädermyggor.
Artens utbredningsområde är Taiwan. Inga underarter finns listade i Catalogue of Life.